# 심플렉틱 리 대수
리 군론에서 심플렉틱 리 대수(symplectic Lie代數, 영어: symplectic Lie algebra)는 심플렉틱 군에 대응되는 리 대수이다.

## 정의
다음이 주어졌다고 하자.
- 가환환 {\displaystyle K}
- {\displaystyle K}-가군 {\displaystyle V}
- {\displaystyle V} 위의 교대 쌍선형 형식 {\displaystyle \Omega \colon \textstyle \bigwedge ^{2}V\to K}, {\displaystyle \Omega (v,v)=0}

그렇다면, {\displaystyle V} 위의 자기 준동형들로 구성된 {\displaystyle K}-리 대수
{\displaystyle {\mathfrak {gl}}(V;K)=\operatorname {End} _{K}(V)=\hom _{K}(V,V)}
의 다음과 같은 {\displaystyle K}-부분 가군은 부분 리 대수를 이룬다.
{\displaystyle {\mathfrak {sp}}(V;K)=\{M\in {\mathfrak {gl}}(V;K)\colon \Omega (u,Sv)=\Omega (v,Su)\quad \forall u,v\in V\}}
이를 {\displaystyle V} 위의, {\displaystyle \Omega }에 대한 심플렉틱 리 대수라고 한다.

## 성질
만약 {\displaystyle K}가 표수가 2가 아닌 체이며, {\displaystyle V}가 유한 차원 {\displaystyle K}-벡터 공간이며, {\displaystyle \Omega }가 비퇴화 교대 쌍선형 형식이라고 하자. 이 경우, {\displaystyle V}는 항상 짝수 차원이며,
{\displaystyle \dim _{K}{\mathfrak {sp}}(V,\Omega )={\frac {1}{2}}(\dim _{K}V)(1+\dim _{K}V)}
이다.
만약 {\displaystyle K\in \{\mathbb {R} ,\mathbb {C} \}}이며, {\displaystyle V}가 유한 차원 {\displaystyle K}-벡터 공간일 때, {\displaystyle {\mathfrak {sp}}(V,\Omega )}는 심플렉틱 군 {\displaystyle \operatorname {Sp} (V,\Omega )}의 리 대수이다.
{\displaystyle {\mathfrak {sp}}(V,\Omega )=\operatorname {Lie} (\operatorname {Sp} (V,\Omega ))}

### 표수 2
만약 {\displaystyle K}의 표수가 2라면, 교대 쌍선형 형식은 자동적으로 대칭 쌍선형 형식이 되며, 이에 따라 {\displaystyle \Omega }에 대한 직교 리 대수를 정의할 수 있다. 그런데 직교 리 대수의 조건은 {\displaystyle \Omega (v,Mv)=0}이므로, 다음과 같은 포함 관계가 성립한다.
{\displaystyle {\mathfrak {o}}(V,\Omega )\subseteq {\mathfrak {sp}}(V,\Omega )\subseteq {\mathfrak {gl}}(V;K)}

## 예
만약 {\displaystyle \Omega =0}일 때, {\displaystyle {\mathfrak {sp}}(V,0)={\mathfrak {gl}}(V;K)}이다.